# Коне, Сиди
Сиди́ Коне́ (фр. Sidy Koné; 6 июня 1992, Бамако) — малийский футболист, полузащитник. Выступал в сборной Мали.

## Карьера

### Клубная
Сиди Коне — воспитанник малийского клуба «Жанна д’Арк» и лионского «Олимпика». Дебютировал во французском клубе 20 августа 2011 года в матче Лиги 1 против «Бреста». Полузащитник вышел на поле в стартовом составе и на 61-й минуте встречи был удалён с поля.
До окончания сезона Коне вышел на поле ещё один раз; во встрече 15-го тура чемпионата против «Осера» он заменил Эдерсона за 9 минут до конца игры.

### В сборной
В 2011 году Сиди Коне выступал за молодёжную сборную Мали на Кубке Африки среди молодёжных команд. Полузащитник принял участие в 4 матчах своей команды на турнире, в том числе и в матче за 3-е место.
С 2011 года Коне выступает за первую сборную Мали. Он сыграл участие в рамках отборочного турнира к Кубку африканских наций 2012. Полузащитник попал в заявку национальной сборной на КАН—2012, но ни одного матча на турнире не сыграл.

## Статистика
| Клуб            | Сезон   | Национальный чемпионат | Национальный чемпионат | Национальный чемпионат | Национальные кубки | Национальные кубки | Континентальные кубки | Континентальные кубки | Всего | Всего |
| Клуб            | Сезон   | Лига                   | Игры                   | Голы                   | Игры               | Голы               | Игры                  | Голы                  | Игры  | Голы  |
| --------------- | ------- | ---------------------- | ---------------------- | ---------------------- | ------------------ | ------------------ | --------------------- | --------------------- | ----- | ----- |
| Олимпик (Лион)  | 2011/12 | Лига 1                 | 2                      | 0                      | 0                  | 0                  | 0                     | 0                     | 2     | 0     |
| Олимпик (Лион)  | 2012/13 | Лига 1                 | 0                      | 0                      | 0                  | 0                  | 1                     | 0                     | 1     | 0     |
| Всего за «Лион» |         |                        | 2                      | 0                      | 0                  | 0                  | 1                     | 0                     | 3     | 0     |
| Всего           |         |                        | 2                      | 0                      | 0                  | 0                  | 1                     | 0                     | 3     | 0     |